# Episodi di Godfather of Harlem (seconda stagione)
La seconda stagione della serie televisiva Godfather of Harlem, composta da 10 episodi, è stata trasmessa in prima visione assoluta dalla rete televisiva Epix dal 18 aprile al 29 agosto 2021.
In Italia la stagione viene distribuita sul servizio on demand Disney+ dal 18 agosto 2021, che ne ha interrotto la trasmissione per più di un mese dopo il sesto episodio.
| nº | Titolo originale             | Titolo italiano                       | Prima TV USA   | Prima TV Italia   |
| -- | ---------------------------- | ------------------------------------- | -------------- | ----------------- |
| 1  | The French Connection        | La connessione Francese               | 18 aprile 2021 | 18 agosto 2021    |
| 2  | Sting Like A Bee             | Pungi come un'ape                     | 25 aprile 2021 | 25 agosto 2021    |
| 3  | The Fruit Stand Riot         | La rivolta del banchetto della frutta | 2 maggio 2021  | 1º settembre 2021 |
| 4  | The Geechee                  | Parola d'onore                        | 9 maggio 2021  | 8 settembre 2021  |
| 5  | It’s a Small World After All | È un piccolo mondo                    | 16 maggio 2021 | 15 settembre 2021 |
| 6  | The Ballot or the Bullet     | Intercessioni                         | 23 maggio 2021 | 22 settembre 2021 |
| 7  | Man of the Year              | L'uomo dell'anno                      | 8 agosto 2021  | 3 novembre 2021   |
| 8  | Ten Harlems                  | Le dieci Harlem                       | 15 agosto 2021 | 10 novembre 2021  |
| 9  | Bonanno Split                | La scissione Bonanno                  | 22 agosto 2021 | 17 novembre 2021  |
| 10 | The Harlem Riots             | Le rivolte di Harlem                  | 29 agosto 2021 | 24 novembre 2021  |